# Nicolás Herranz
Nicolás José Herranz (Rosario, 17 de junio de 1994) es un futbolista argentino; se desempeña como defensor y su actual equipo es Sportivo Las Parejas del Torneo Federal A.

## Carrera
Desempeñándose como marcador central, Herranz realizó las divisiones juveniles en Rosario Central, teniendo su primera convocatoria al equipo mayor del canalla durante 2014. El año siguiente tuvo acción en la división reserva, no logrando debutar en primera división.
Su siguiente destino fue Olimpo de Bahía Blanca; en el Campeonato de Primera División 2016 llegó a integrar el banco de suplentes en un partido, teniendo en la temporada siguiente su debut como profesional en la victoria a domicilio de su equipo frente a Patronato por 4-3 el 25 de abril de 2017. Durante el Campeonato 2017-18 sumó nueve presencias, todas ellas como titular, en la campaña que marcó la pérdida de categoría para el aurinegro.
A mediados de 2018 firmó contrato por dos temporadas con Fudbalski Klub Vardar de la Primera División de Macedonia, integrando ya el banco de suplentes en los cotejos correspondientes a la primera ronda previa de la Liga Europa de la UEFA 2018-19 en la que su equipo fue superado por FC Pyunik Ereván de Armenia.

## Clubes
| Club                   | País                | Año       |
| ---------------------- | ------------------- | --------- |
| Rosario Central        | Argentina           | 2014-2015 |
| Olimpo                 | Argentina           | 2016-2018 |
| Fudbalski Klub Vardar  | Macedonia del Norte | 2018-2019 |
| San Martín de San Juan | Argentina           | 2019-2020 |
| Brown de Puerto Madryn | Argentina           | 2020-2023 |
| Brown de Adrogué       | Argentina           | 2023-2024 |
| Brown de Puerto Madryn | Argentina           | 2024      |
| Sportivo Las Parejas   | Argentina           | 2025-Act. |

## Estadísticas
- Actualizado hasta el 1 de septiembre de 2018.[5]

| Club                          | Div.                | Temporada           | Liga  | Liga  | Liga   | Copas Nacionales | Copas Nacionales | Copas Nacionales | Torneos Internacionales | Torneos Internacionales | Torneos Internacionales | Total | Total | Total  |
| Club                          | Div.                | Temporada           | Part. | Goles | Asist. | Part.            | Goles            | Asist.           | Part.                   | Goles                   | Asist.                  | Part. | Goles | Asist. |
| ----------------------------- | ------------------- | ------------------- | ----- | ----- | ------ | ---------------- | ---------------- | ---------------- | ----------------------- | ----------------------- | ----------------------- | ----- | ----- | ------ |
| Olimpo Argentina              | 1.ª                 | 2016-17             | 1     | 0     | 0      | 0                | 0                | 0                | 0                       | 0                       | 0                       | 1     | 0     | 0      |
| Olimpo Argentina              | 1.ª                 | 2017-18             | 9     | 0     | 0      | 1                | 0                | 0                | 0                       | 0                       | 0                       | 10    | 0     | 0      |
| Olimpo Argentina              | Total               | Total               | 10    | 0     | 0      | 1                | 0                | 0                | 0                       | 0                       | 0                       | 11    | 0     | 0      |
| FK Vardar Macedonia del Norte | 1.ª                 | 2018-19             | 0     | 0     | 0      | 0                | 0                | 0                | 0                       | 0                       | 0                       | 0     | 0     | 0      |
| FK Vardar Macedonia del Norte | Total               | Total               | 0     | 0     | 0      | 0                | 0                | 0                | 0                       | 0                       | 0                       | 0     | 0     | 0      |
| Total en su carrera           | Total en su carrera | Total en su carrera | 10    | 0     | 0      | 1                | 0                | 0                | 0                       | 0                       | 0                       | 11    | 0     | 0      |